# Liste des commanderies templières en Hongrie
| L'organisation territoriale et hiérarchique des templiers était structurée en provinces. Ils désignaient un maître pour chaque province et lorsqu'on évoque la Hongrie, il s'agit en fait de l'ancien royaume de Hongrie. La liste ci-dessous recense donc toutes les biens (Châteaux, Commanderies, maisons, villes ) ayant appartenu aux templiers dans la province de Hongrie. |

## Faits marquants et Histoire
L'implantation des templiers dans ce royaume s'est faite principalement dans le sud, ce qui correspond aujourd'hui à la Croatie. Dès le début du XIIIe siècle le maître de cette province était qualifié de maître de Hongrie et d'Esclavonie et le siège de la province se trouvait en Dalmatie. Il s'agissait de la forteresse de Vrána qui se trouvait à une vingtaine de kilomètres au sud-ouest de Zadar et qui fut détruite plus tard par les Vénitiens.
La Hongrie constituait l'une des sept premières provinces de l'ordre, le premier don connu datant de 1162 et les rois de la dynastie d'Árpád furent les principaux donateurs. Le premier maître attesté dans cette province templière fut le frère Gualterij ((la): Gualterius) qui apparait en 1194 aux côtés d'Azzo (Aczo), commandeur de Vrána.
L'invasion de ce royaume en 1241 par les tatars marqua la fin de l'expansion significative des templiers dans les Balkans avec la mort de tous les frères qui accompagnaient le maître de cette province (Raimbaud de caromb) à la bataille de Muhi. Il semblerait qu'après cette déroute, Béla IV de Hongrie favorisa les seigneurs construisant des fortifications sur leurs domaines au détriment des templiers. À partir de 1271, la Hongrie ne semble plus être une province à part entière et dépendait de la province d'Allemagne car le titre que les maîtres portaient mentionnait l'Alémanie et la Slavonie (Per Alemanniam et Slaviam).

## Commanderies et autres biens
Au-delà des commanderies et des terres et autres biens qui en dépendaient (Chapelles, églises, moulins, étangs), on constate que les templiers possédaient également des villes entières et des villages. Ces villes, au nombre de trois, étaient toutes côtières et se trouvent aujourd'hui en Croatie. Ils ont également possédé le diocèse de Dubica à partir de 1269 (échangé contre les terres de Gecske et de Zengg) et le château de Clissa qui fut également l'objet d'un échange avec la ville de Sebenico.
| Etablissement        | Type d'ouvrage      | Ville actuelle (ou à proximité)                    | Pays actuel        | Observations                                                                              |
| -------------------- | ------------------- | -------------------------------------------------- | ------------------ | ----------------------------------------------------------------------------------------- |
| Boisce               | Commanderie         | Kaštel Stari (hr) (Bojišće)                        | Croatie            | [ 3 ]                                                                                     |
| Clissa +             | Château             | Split                                              | Croatie            | [ 9 ]                                                                                     |
| Dubica               | Diocèse entier      | Bosanska Dubica                                    | Bosnie-Herzégovine | Dévolu aux hospitaliers en 1314                                                           |
| Esztergom            | Commanderie         | Esztergom                                          | Hongrie            | 1216. Les Hospitaliers avaient également une commanderie dans cette ville au XIIIe siècle |
| Gecske               | Commanderie         | Gacka                                              | Croatie            | Jusqu'en 1269                                                                             |
| Glogonca             | Commanderie         | Glogovnica, municipalité de Križevci               | Croatie            | , Domus Templi de Glogonicha Dévolue aux hospitaliers en 1340                             |
| Gora                 | Commanderie         | Gora, municipalité de Petrinja                     | Croatie            | Dévolue aux hospitaliers en 1314                                                          |
| Keresztény (hu)      | Commanderie         | Egyházasfalu                                       | Hongrie            | ,                                                                                         |
| Našice               | Commanderie         | Našice                                             | Croatie            | [ 13 ]                                                                                    |
| Saint-Grégoire (hr)  | Monastère           | Vrána                                              | Croatie            | [ 14 ]                                                                                    |
| Saint-Michel-sur-Lim | Monastère           | Kloštar                                            | Croatie            | À partir de 1305                                                                          |
| Sebenico             | Commanderie / Ville | Šibenik                                            | Croatie            | Acquis en échange de Clissa                                                               |
| Szentmárton          | Commanderie         | Božjakovina, municipalité de Brckovljani           | Croatie            | Dévolue aux hospitaliers en 1320                                                          |
| Tengerféhervár       | Commanderie / Ville | Biograd na Moru                                    | Croatie            | [ 3 ]                                                                                     |
| Tin                  | Commanderie         | Tinj, Polača                                       | Croatie            | ,                                                                                         |
| Vrána (hr)           | Forteresse          | Vrána (forteresse) (hr), municipalité de Pakoštane | Croatie            | Domus Templi de Oranie, Dévolue aux hospitaliers en 1328                                  |
| Zablata              | Commanderie         | Zablaće, municipalité de Šibenik                   | Croatie            | [ 3 ]                                                                                     |
| Zágráb               | Commanderie         | Zagreb                                             | Croatie            | [ 3 ]                                                                                     |
| Zengg                | Commanderie / Ville | Senj                                               | Croatie            | Domus Templi de Senia Jusqu'en 1269                                                       |

| Positions géographiques en Hongrie : |
| ------------------------------------ |
| \| Esztergom Keresztény \|           |
| Esztergom Keresztény                 |

| Positions géographiques en Croatie :                                                                                            |
| --- |
| \| Bojisce Clissa Dubica Gecske Glogonca Gora Našice Saint-Michel · -sur-Lim Sebenico Szentmárton Vrána Zablata Zágráb Zengg \| |
| Bojisce Clissa Dubica Gecske Glogonca Gora Našice Saint-Michel · -sur-Lim Sebenico Szentmárton Vrána Zablata Zágráb Zengg       |

## Possessions douteuses ou à vérifier
- Béla, mentionnée par Balázs Stossek[11] mais sans source : Il ne s'agit pas de Bela (hu) dans le comitat de Varaždin qui était un château et une commanderie hospitalière avec un commandeur de cet ordre militaire attesté en 1275[19],[20]. À moins que l'auteur fasse référence à la région de la Carniole-Blanche (Bela krajina) où l'hypothèse n'est pas rejetée mais sans preuves historiques[21]. Ce pourrait être Bijela (hr) dans le comitat de Bjelovar-Bilogora d'après la carte publiée par Livia Simmer[22].
- Fehérvárcsurgó (Domus de Chorgo, S. Margarethae), qui a appartenu aux Hospitaliers et qui proviendrait de la dévolution des biens de l'ordre du Temple[23].